# 格倫阿伯鎮區 (密歇根州)
格倫阿伯鎮區（英語：Glen Arbor Township）是位於美國密歇根州利勒諾縣的一個行政鎮區。

## 地方資料
格倫阿伯鎮區的面積為226.80平方千米，當中陸地面積為74.00平方千米，而水域面積為152.80平方千米。根據2020年美國人口普查的數據，當地共有人口757人，而人口密度為每平方千米3.34人。